# India Tower
Az India Tower (korábbi néven Park Hyatt Tower vagy  Dynamix Balwas Tower vagy DB Tower) építés alatt álló felhőkarcoló Mumbaiban. Befejezésekor, amikor eléri a 828 méteres magasságot, a második legmagasabb szerkezet lesz a Burdzs Kalifa után.
A Dynamix Balwas ingatlanügynök csoport első javaslata szerint a torony 2008-ban 85 emeletes és 301,1 méter (988 láb) lett volna. A projektet később elvetették, majd 2010 januárjában a Brihanmumbai Municipal Corporation hivatalosan is zöld utat adott az építéshez.

## Építési munkálatok

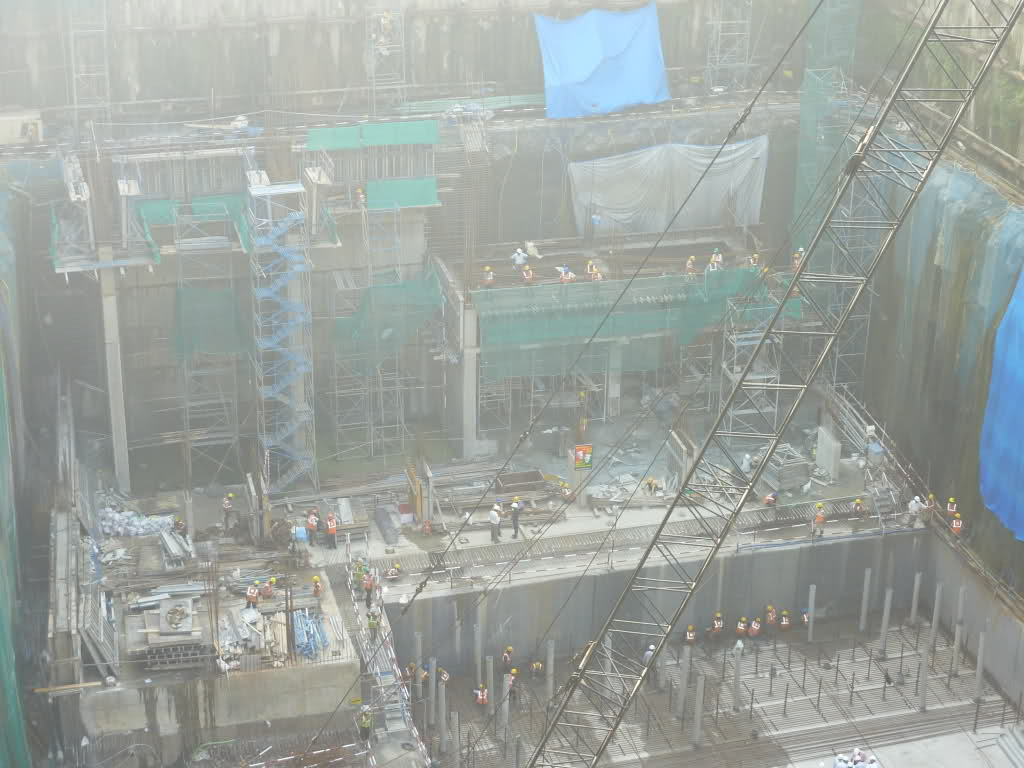
2010. november
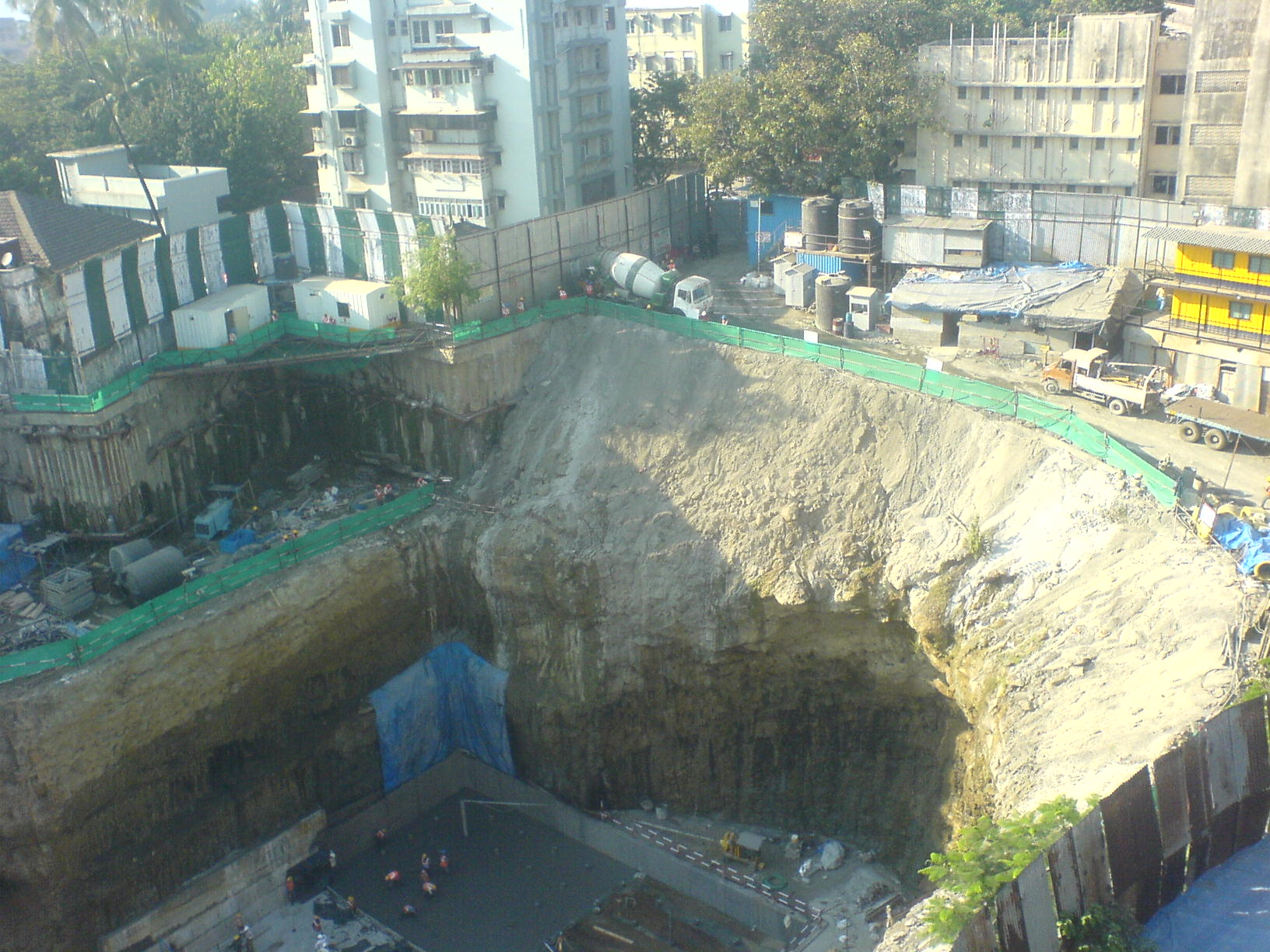
2010. december
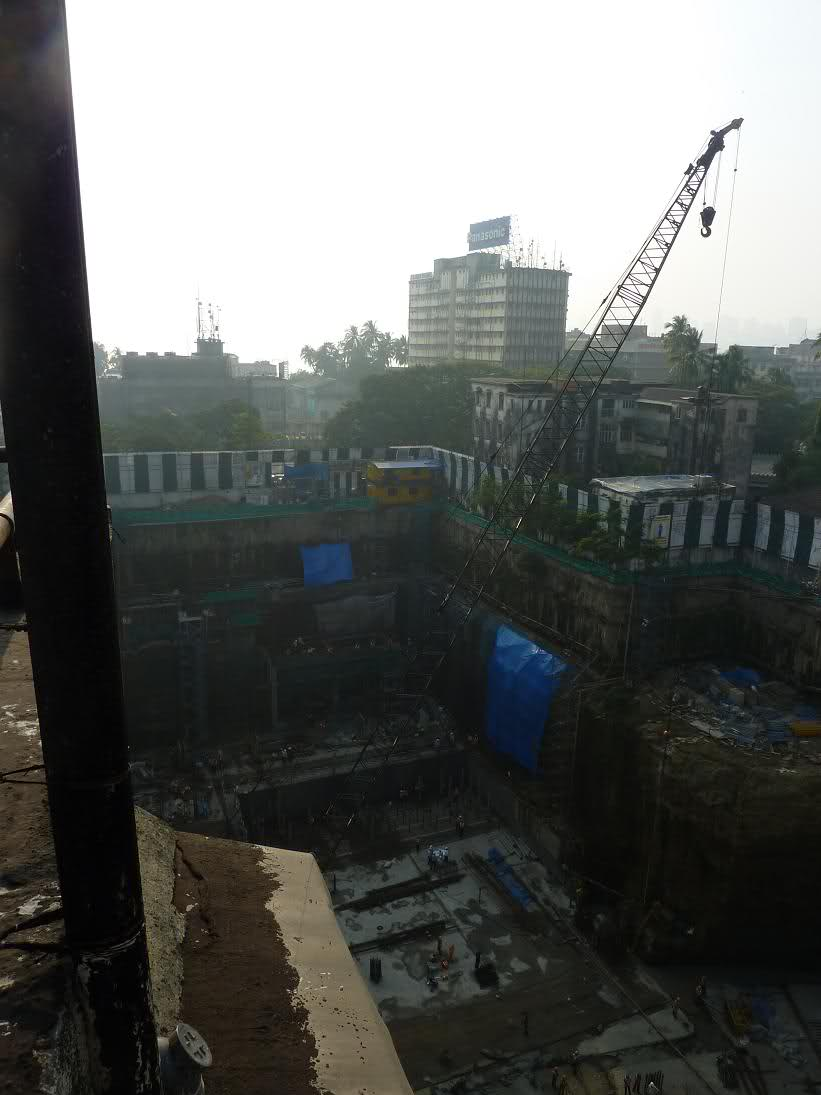
2010. december